# 阿盧克斯內湖

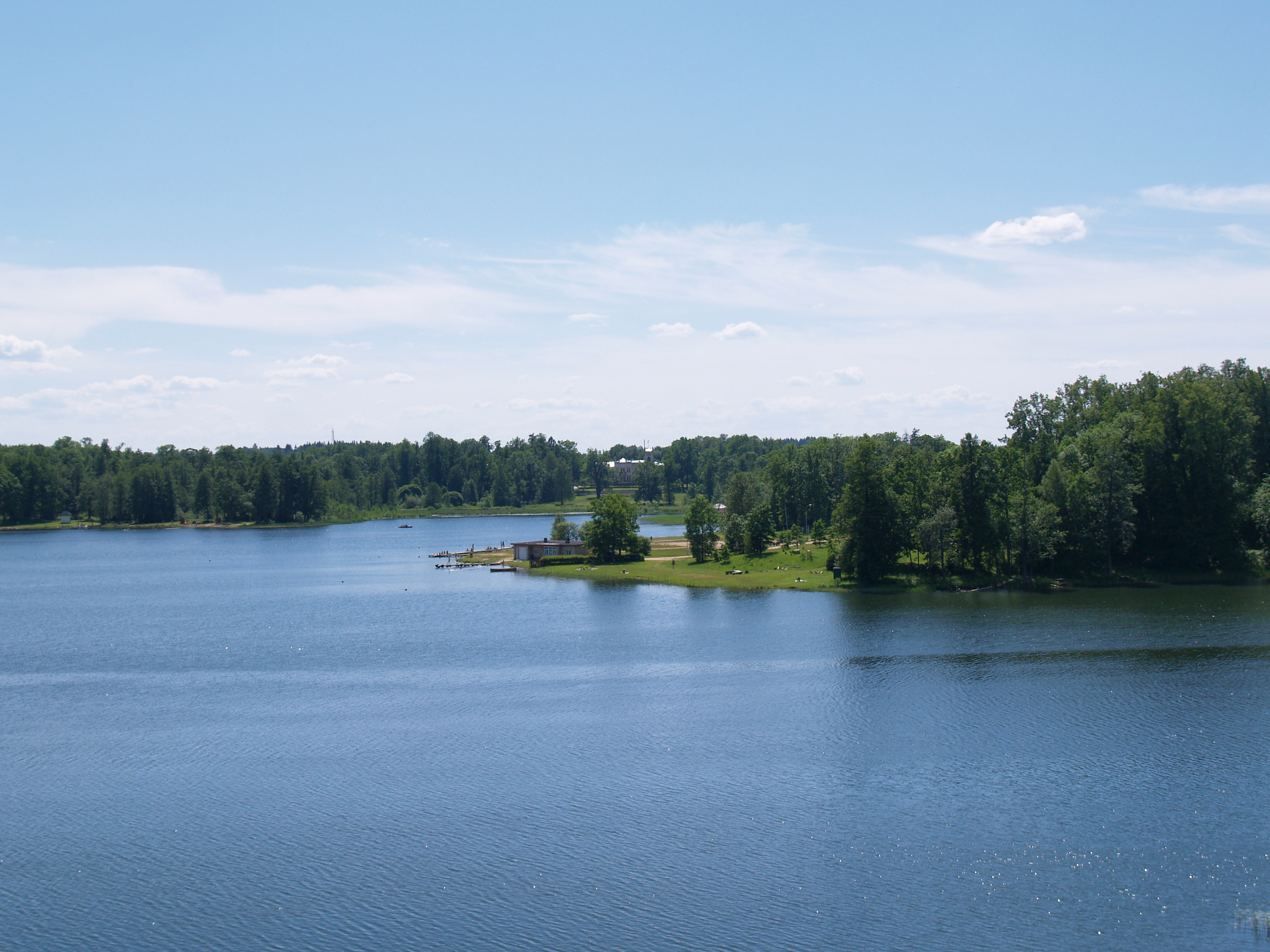
阿盧克斯內湖

阿盧克斯內湖（拉脫維亞語：Alūksnes ezers）是拉脫維亞的湖泊，湖畔城鎮有阿盧克斯內，長6.6公里，面積15.44平方公里，集水區面積28平方公里，海拔高度183.7米，平均水深7.1米，最大水深15.2米，湖中有4個島嶼。

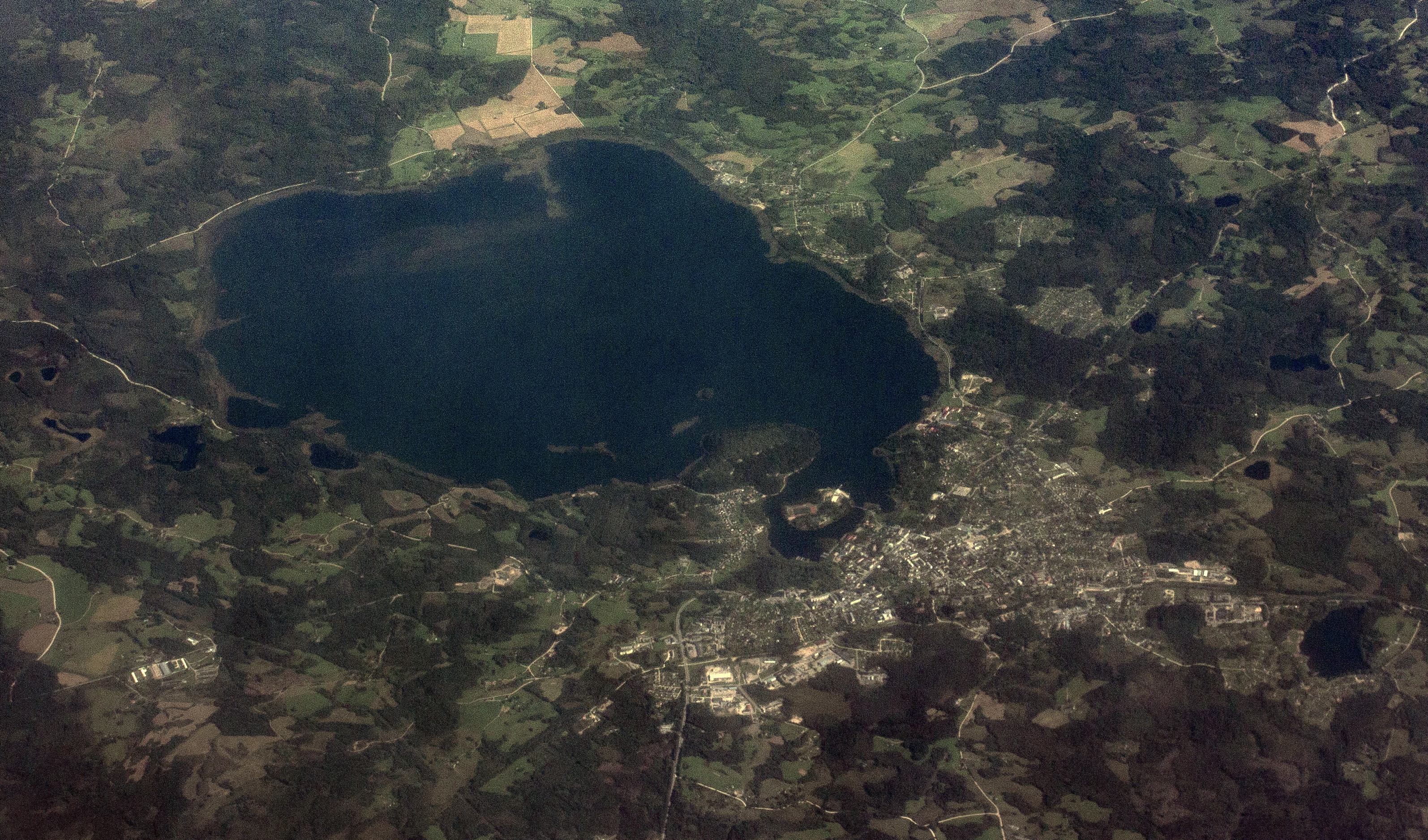
高空俯瞰
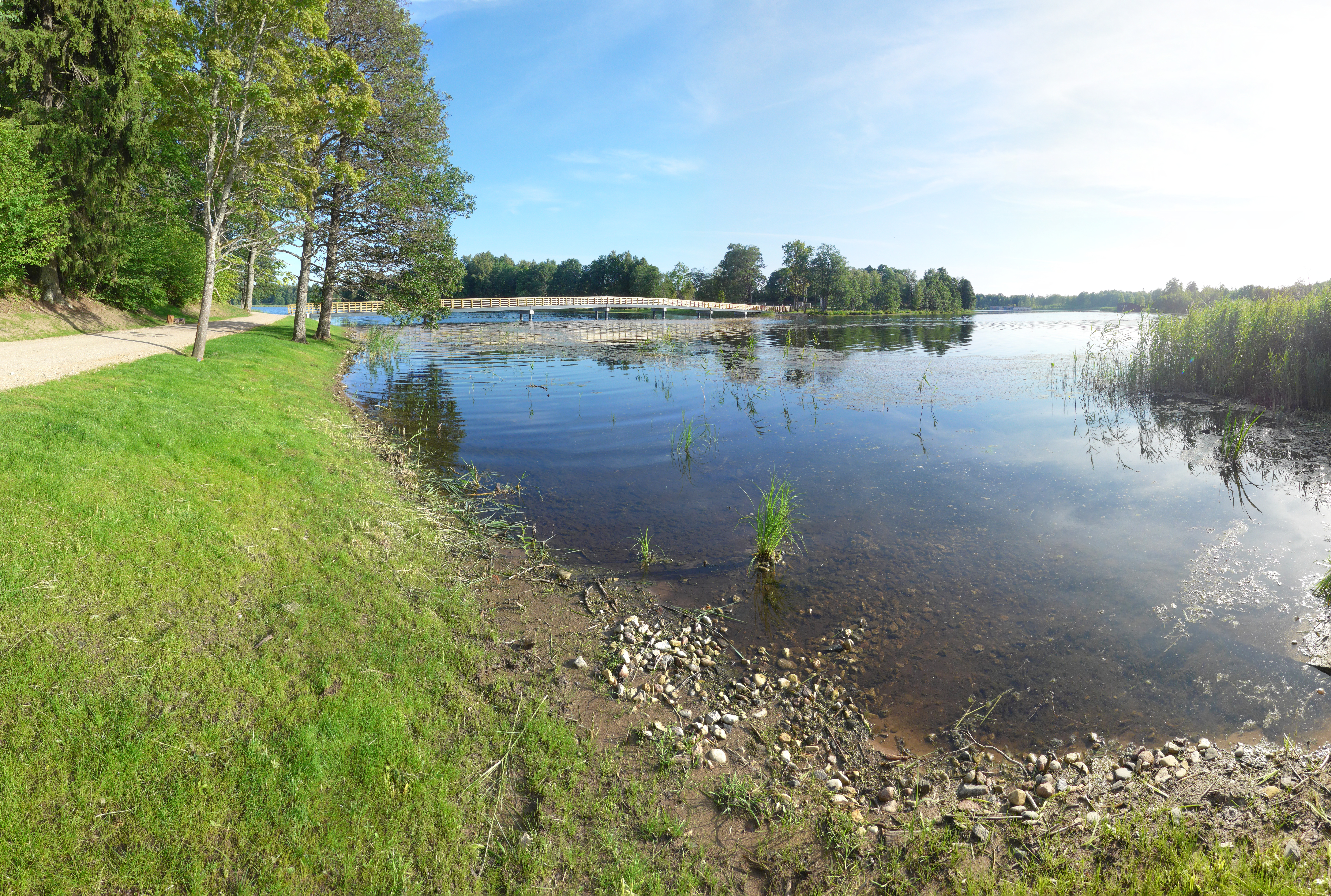
湖畔步道、行人橋及淺水區
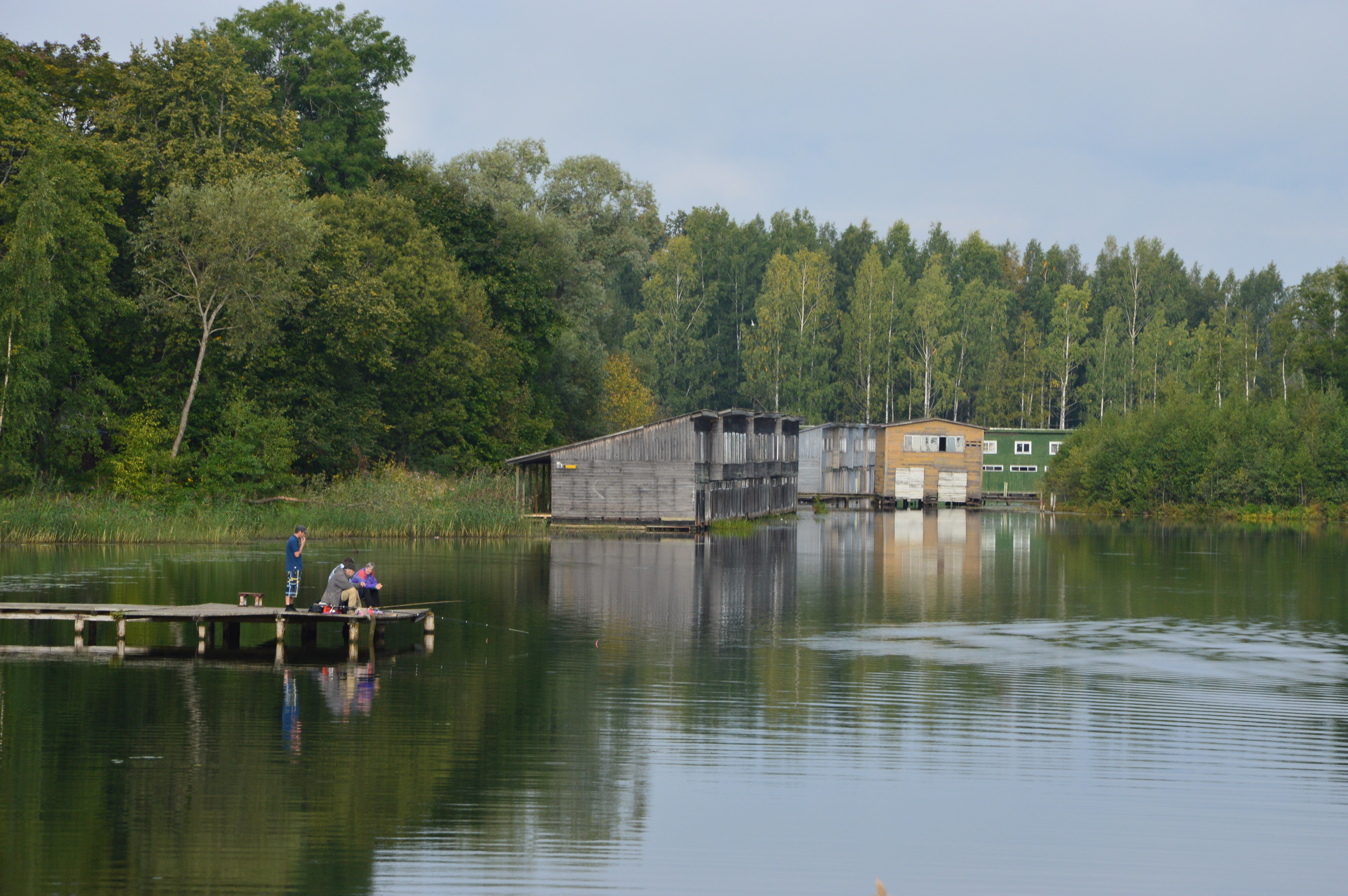
湖中垂釣

57°27′N 27°05′E / 57.450°N 27.083°E